# Höllhof (Niederstetten)
Höllhof ist ein Wohnplatz auf den Gemarkungen der Niederstettener Stadtteile Oberstetten und Wildentierbach im Main-Tauber-Kreis im fränkisch geprägten Nordosten Baden-Württembergs.

## Geographie
Der Wohnplatz befindet sich etwa 1,5 Kilometer ostnordöstlich von Oberstetten sowie etwa 1,5 Kilometer südsüdwestlich von Wildentierbach. Die Gemarkungsgrenze der Niederstettener Stadtteile Oberstetten und Wildentierbach teilt den Wohnplatz in zwei etwa gleich große Teile.

## Geschichte
Der Wohnplatz kam als Teil der ehemals selbständigen Gemeinde Oberstetten am 1. Januar 1972 zur Stadt Niederstetten.

## Kulturdenkmale
Kulturdenkmale in der Nähe des Wohnplatzes sind in der Liste der Kulturdenkmale in Niederstetten verzeichnet.

## Verkehr
Der Wohnplatz ist über zwei Straßen zu erreichen. Eine führt bis nach Oberstetten, wo ein Anschluss an die L 1001 besteht. Die andere führt bis zur L 1020 bei Wildentierbach.